# Gustav Wendling
 (juillet 2025).
Gustav Wendling (né le 7 juin 1862 à Büddenstedt, mort le 17 octobre 1932 à Königslutter am Elm) est un peintre allemand.

## Biographie
À 17 ans, il s'inscrit à l'académie des beaux-arts de Düsseldorf et est dans la classe d'Eugen Dücker pour la peinture de paysage. À 24 ans, Wendling embarque pour les États-Unis rejoindre une colonie de peintres allemands à Milwaukee, qui créent des panoramas et des cycloramas de la guerre de Sécession pour le compte de l'American Panorama Company financée par l'homme d'affaires allemand William Wehner. Il se sert d'une photo pour peindre en 1886 la campagne de Chattanooga. En 1887, Wendling, Paul Wilhelmi (de) et Otto von Ernst (de) exposent à la New Academy of Fine Arts à Detroit. En 1889, Wendling devient membre du St. Lukasclubs, dont le but est la renaissance de la gravure, en compagnie de Heinrich Hermanns, Olof Jernberg, Helmuth Liesegang, August Deusser, Otto Heichert et Arthur Kampf. De 1893 à 1895, Max Clarenbach étudie auprès de Wendling à Düsseldorf. Plus tard, Wendling vit près de Brunswick.
Il crée de 1898 à 1902, avec Hugo Ungewitter et son assistant Clarenbach, pour la rotonde de l'exposition industrielle et commerciale de Düsseldorf le grand croisement un cyclorama de 15 × 120 mètres Le Passage du Rhin de Blücher à Kaub le 1er janvier 1814.